# Lichtenhain/Bergbahn
Lichtenhain/Bergbahn este o comună din landul Turingia, Germania.